# جون ديفيس (مؤرخ)
جون ديفيس (بالإنجليزية: John Davis)‏ هو مؤرخ بريطاني، ولد في 9 سبتمبر 1938 في لندن في المملكة المتحدة، وتوفي في 15 يناير 2017.